# Метёлкин, Николай Васильевич
Николай Васильевич Метёлкин — советский хозяйственный и государственный деятель, лауреат Государственной премии СССР за выдающиеся достижения в труде.

## Биография
Родился в 1929 году в деревне Сельцы. Член КПСС.
В 1941—1945 — ученик механика дизельной станции лагеря формирования 1-й польской пехотной дивизии имени Т. Костюшко.
Окончил ремесленное училище по кузнечному делу.
В 1947—1964 — кузнец на заводах в Рязани и Одессы, участник освоения целины
В 1964—1984 — кузнец, бригадир кузнецов Московского электромеханического завода имени Владимира Ильича
С 1985 года — на пенсии, работник ОТК Московского электромеханического завода имени Владимира Ильича.
За существенное повышение эффективности производства в энергетике и электротехнической промышленности и инициативу в развитии соцсоревнования за повышение качества работы и взаимопомощь в труде был в составе коллектива удостоен Государственной премии СССР за выдающиеся достижения в труде 1977 года.
Делегат XXV съезда КПСС.
Жил в Москве.

## Награды
- Орден Октябрьской Революции[5].
- Орден Трудового Красного Знамени[5].